# Commissione parlamentare per l'indirizzo generale e la vigilanza dei servizi radiotelevisivi
La Commissione parlamentare per l'indirizzo generale e la vigilanza dei servizi radiotelevisivi (comunemente nota come Commissione di Vigilanza Rai o Vigilanza Rai) è una commissione parlamentare bicamerale istituita nel 1975, a seguito della riforma della Rai, che ha lo scopo di sorvegliare sull'attività del servizio televisivo e radiofonico nazionale e pubblico italiano. La commissione si riunisce a Roma a Palazzo San Macuto.

## Motivi ispiratori
La Commissione di vigilanza venne istituita con la legge n. 103 del 14 aprile 1975 in seguito alle sollecitazioni della Corte Costituzionale che nel 1974, ribadendo le stesse decisioni del 1960 in favore di un monopolio pubblico televisivo piuttosto che un monopolio privato (dove la libertà di tutti avrebbe potuto facilmente fare posto al privilegio di pochissimi), stabiliva la necessità di una modifica della legislazione, per permettere al servizio fornito dallo Stato maggiori garanzie di pluralismo informativo.
Con le modifiche introdotte, il controllo del servizio pubblico radiotelevisivo passò dal Governo italiano e quindi dai partiti che potevano farne parte, all'intero Parlamento, ai senatori e ai deputati dei gruppi parlamentari, che potevano eleggere i loro rappresentanti nel consiglio di amministrazione della Rai. Quindi il controllo del servizio pubblico si è aperto anche a una rappresentanza dell'opposizione oltreché della maggioranza.

## Funzioni
La Commissione definisce l'indirizzo da seguire nella programmazione, nella pubblicità e nell'economia societaria, definendo i piani di spesa pluriennali.
Circa uno dei più rilevanti suoi atti a ricaduta esterna, il regolamento che determina gli spazi di accesso al servizio pubblico televisivo dei partiti durante le campagne elettorali, "non è invece previsto un rimedio giurisdizionale: non è possibile impugnarlo": il Tar del Lazio, sezione III-ter, con ordinanza n. 01176/2010 ha dichiarato che il regolamento è atto politico sottratto alla giurisdizione, per cui l'assenza di un rimedio giudiziario è una conseguenza del dogma della sovranità del Parlamento.

## Critiche
Se da un lato la Commissione permette di limitare il potere dell' "azionista di maggioranza" della gestione RAI (ovvero il Ministero dell'Economia e delle Finanze) e di vigilare sulla qualità dei programmi prodotti dalla concessionaria, dall'altro non garantisce pluralismo dell'informazione che, nell'ottica della moderna separazione dei poteri, è vista come un quarto potere che va reso indipendente dai politici (potere legislativo e potere esecutivo). L'assise, espressione dei vari partiti italiani presenti nel Parlamento italiano, interviene direttamente nella governance della RAI, con ricadute negative sul servizio demandatole. Conseguenze della nascita della Vigilanza sono state le censure di professionisti ritenuti politicamente "scomodi" e la lottizzazione della RAI da parte di persone raccomandate dai politici.
Sono state proposte alternative all'attuale sistema di vigilanza del servizio pubblico radiotelevisivo italiano tra cui il modello BBC (ovvero la costituzione di un ente pubblico amministrato da un trust a tutela dei contribuenti) o anche quella di lasciare la gestione dell'azienda concessionaria a professionisti del settore, limitando al massimo l'intervento politico. Nel 2006, la proposta di legge di iniziativa popolare Per un'altra tv, prevedeva l'abolizione della commissione parlamentare di vigilanza, e l'accesso al CdA Rai per concorso pubblico.

## Presidenti
| N°   | Presidente | Presidente | Presidente                       | Mandato           | Mandato           | Partito                 | Legislatura |
| N°   | Presidente | Presidente | Presidente                       | Inizio            | Fine              | Partito                 | Legislatura |
| ---- | ---------- | ---------- | -------------------------------- | ----------------- | ----------------- | ----------------------- | ----------- |
| 1    |            |            | Giacomo Sedati (1921–1984)       | 14 aprile 1975    | 4 luglio 1976     | Democrazia Cristiana    | VI          |
| 2    |            |            | Paolo Emilio Taviani (1912–2001) | 5 agosto 1976     | 19 giugno 1979    | Democrazia Cristiana    | VII         |
| 3    |            |            | Mauro Bubbico (1928–1991)        | 9 agosto 1979     | 11 luglio 1983    | Democrazia Cristiana    | VIII        |
| 4    |            |            | Nicola Signorello (1926–2022)    | 26 ottobre 1983   | 24 settembre 1985 | Democrazia Cristiana    | IX          |
| 5    |            |            | Rosa Russo Iervolino (1936–)     | 26 settembre 1985 | 1º luglio 1987    | Democrazia Cristiana    | IX          |
| 6    |            |            | Andrea Borri (1935–2003)         | 9 ottobre 1987    | 22 aprile 1992    | Democrazia Cristiana    | X           |
| 7    |            |            | Luciano Radi (1922–2014)         | 14 ottobre 1992   | 14 aprile 1994    | Democrazia Cristiana    | XI          |
| 8    |            |            | Marco Taradash (1950–)           | 2 giugno 1994     | 8 maggio 1996     | Forza Italia            | XII         |
| 9    |            |            | Francesco Storace (1959–)        | 17 settembre 1996 | 30 maggio 2000    | Alleanza Nazionale      | XIII        |
| 10   |            |            | Mario Landolfi (1959–)           | 13 giugno 2000    | 29 maggio 2001    | Alleanza Nazionale      | XIII        |
| 11   |            |            | Claudio Petruccioli (1941–)      | 24 settembre 2001 | 29 luglio 2005    | Democratici di Sinistra | XIV         |
| 12   |            |            | Paolo Gentiloni (1954–)          | 12 ottobre 2005   | 27 aprile 2006    | La Margherita           | XIV         |
| (10) |            |            | Mario Landolfi (1959–)           | 15 settembre 2006 | 28 aprile 2008    | Alleanza Nazionale      | XV          |
| 13   |            |            | Riccardo Villari (1956–)         | 13 novembre 2008  | 21 gennaio 2009   | Partito Democratico     | XVI         |
| 14   |            |            | Sergio Zavoli (1923–2020)        | 4 febbraio 2009   | 14 marzo 2013     | Partito Democratico     | XVI         |
| 15   |            |            | Roberto Fico (1974–)             | 6 giugno 2013     | 22 marzo 2018     | Movimento 5 Stelle      | XVII        |
| 16   |            |            | Alberto Barachini (1972–)        | 18 luglio 2018    | 12 ottobre 2022   | Forza Italia            | XVIII       |
| 17   |            |            | Barbara Floridia (1977–)         | 4 aprile 2023     | in carica         | Movimento 5 Stelle      | XIX         |

## Composizione nella XIX legislatura (2022 -in corso)
Elenco dei membri all'aprile 2023
| Gruppo parlamentare                       | Gruppo parlamentare | Parlamentare                        | Carica   |
| ----------------------------------------- | --- | ----------------------------------- | -------- |
|                                           | MoVimento 5 Stelle | Barbara Floridia (presidente)       | Senatore |
|                                           | Azione - Italia Viva - Renew Europe | Maria Elena Boschi (vicepresidente) | Deputato |
|                                           | Fratelli d'Italia | Augusta Montaruli (vicepresidente)  | Deputato |
|                                           | Partito Democratico - Italia Democratica e Progressista | Ouidad Bakkali (segretario)         | Deputato |
|                                           | Lega - Salvini Premier | Stefano Candiani (segretario)       | Deputato |
|                                           | Fratelli d'Italia | Gianni Berrino                      | Senatore |
| Gianluca Caramanna                        | Fratelli d'Italia | Deputato                            |          |
| Francesco Filini                          | Fratelli d'Italia | Deputato                            |          |
| Sara Kelany                               | Fratelli d'Italia | Deputato                            |          |
| Marco Lisei                               | Fratelli d'Italia | Senatore                            |          |
| Paolo Marcheschi                          | Fratelli d'Italia | Senatore                            |          |
| Ester Mieli                               | Fratelli d'Italia | Senatore                            |          |
| Gaetano Nastri                            | Fratelli d'Italia | Senatore                            |          |
| Giovanni Satta                            | Fratelli d'Italia | Senatore                            |          |
| Luca Sbardella                            | Fratelli d'Italia | Deputato                            |          |
| Raffaele Speranzon                        | Fratelli d'Italia | Senatore                            |          |
|                                           | Partito Democratico - Italia Democratica e Progressista | Annamaria Furlan                    | Senatore |
| Stefano Graziano                          | Partito Democratico - Italia Democratica e Progressista | Deputato                            |          |
| Antonio Nicita                            | Partito Democratico - Italia Democratica e Progressista | Senatore                            |          |
| Vinicio Peluffo                           | Partito Democratico - Italia Democratica e Progressista | Deputato                            |          |
| Francesco Verducci                        | Partito Democratico - Italia Democratica e Progressista | Senatore                            |          |
| Nicola Zingaretti (fino al 9 luglio 2024) | Partito Democratico - Italia Democratica e Progressista | Deputato                            |          |
|                                           | Lega - Salvini Premier (Camera) Lega Salvini Premier - Partito Sardo d'Azione (Senato) | Giorgio Maria Bergesio              | Senatore |
| Ingrid Bisa                               | Lega - Salvini Premier (Camera) Lega Salvini Premier - Partito Sardo d'Azione (Senato) | Deputato                            |          |
| Elena Maccanti                            | Lega - Salvini Premier (Camera) Lega Salvini Premier - Partito Sardo d'Azione (Senato) | Deputato                            |          |
| Tilde Minasi                              | Lega - Salvini Premier (Camera) Lega Salvini Premier - Partito Sardo d'Azione (Senato) | Senatore                            |          |
| Elena Murelli                             | Lega - Salvini Premier (Camera) Lega Salvini Premier - Partito Sardo d'Azione (Senato) | Senatore                            |          |
|                                           | MoVimento 5 Stelle | Dolores Bevilacqua                  | Senatore |
| Dario Carotenuto                          | MoVimento 5 Stelle | Deputato                            |          |
| Anna Laura Orrico                         | MoVimento 5 Stelle | Deputato                            |          |
| Riccardo Ricciardi                        | MoVimento 5 Stelle | Deputato                            |          |
|                                           | Forza Italia - Berlusconi Presidente - PPE | Rita dalla Chiesa                   | Deputato |
| Maurizio Gasparri                         | Forza Italia - Berlusconi Presidente - PPE | Senatore                            |          |
| Andrea Orsini                             | Forza Italia - Berlusconi Presidente - PPE | Deputato                            |          |
| Roberto Rosso                             | Forza Italia - Berlusconi Presidente - PPE | Senatore                            |          |
|                                           | Azione - Italia Viva - Renew Europe | Dafne Musolino                      | Senatore |
|                                           | Noi Moderati (Noi con l'Italia, Coraggio Italia, UDC, Italia al Centro) - MAIE (Camera) Civici d'Italia - Noi Moderati (UDC - Coraggio Italia - Noi con l'Italia - Italia al Centro) - MAIE (Senato) | Michaela Biancofiore                | Senatore |
| Maurizio Lupi                             | Noi Moderati (Noi con l'Italia, Coraggio Italia, UDC, Italia al Centro) - MAIE (Camera) Civici d'Italia - Noi Moderati (UDC - Coraggio Italia - Noi con l'Italia - Italia al Centro) - MAIE (Senato) | Deputato                            |          |
|                                           | Alleanza Verdi e Sinistra (Camera) Misto-Alleanza Verdi e Sinistra (Senato) | Angelo Bonelli                      | Deputato |
| Peppe De Cristofaro                       | Alleanza Verdi e Sinistra (Camera) Misto-Alleanza Verdi e Sinistra (Senato) | Senatore                            |          |
|                                           | Misto Camera-Minoranze Linguistiche (Camera) Misto Senato e Per le Autonomie (SVP-Patt, Campobase, Sud chiama Nord) (Senato)                                                                         | Dieter Steger                       | Deputato |
| Mariastella Gelmini                       | Misto Camera-Minoranze Linguistiche (Camera) Misto Senato e Per le Autonomie (SVP-Patt, Campobase, Sud chiama Nord) (Senato)                                                                         | Senatore                            |          |